# Щеголиха (Ульяновская область)
Щеголиха — деревня в Кузоватовском районе Ульяновской области. Входит в состав Спешнёвского сельского поселения.

## География
Деревня находится на левом берегу реки Свияга, на расстоянии примерно 43 км (по прямой) к северо-востоку от посёлка Кузоватово, административного центра района.

## Население
| 2010 |
| ---- |
| 33   |

### Национальный состав
Согласно результатам переписи 2002 года, в национальной структуре населения русские составляли 92 % из 75 чел.